# 浮遊音調
浮遊音調（ふゆうおんちょう、英: floating tone）とは音韻規則が適用されるものの、特定の音節とは連結しない音調あるいは声調（英語: tone）のことである。アフリカの諸言語に関する文献において認められる。言語によってはたとえば英語の of に相当する役割を果たすなど単独で形態統語的な標識として用いられる場合もしばしば見られ、少なくとも Goldsmith (1976:57–62) が浮遊音調を「派生の最中のある点において母音と融合し、声調としての素性（英: features）を母音に渡す声調のためだけに指定された分節音」(1976:57) と定義して以来、浮遊音調は現代言語学理論において十分に認められた概念として通用している。

## 概要
たとえば Clements & Ford (1979) によれば、ケニアで話されているバントゥー語の一つであるキクユ語（Kikuyu、Gĩkũyũ）の現代語における ikara〈炭〉という語は īkāráꜝ、つまり「低低高 ꜝ」 と表されるように末尾にダウンステップが見られる。ここでキクユ語と系統が近い他の言語と比較すると複数の名詞や形容詞の同系語において声調パターンの違いが見られ、キクユ語においては声調の推移があったことが考えられるが、他の近縁言語における ikara の同系語に見られる声調パターンから得られた「低、高、超低」のうち最後の超低声調はどの音節とも結びつかないと分析されている。このときに余った超低声調は「自由超低声調」（英: free extra-low tone）と呼称されているが、同論文において free は floating という語と互換性があることが示唆されているため、これは浮遊超低音調という浮遊音調の一種であるということになる。Clements & Ford (1979) はまた、ダウンステップの実体はダウンステップが現れる場所であればどこであろうと浮遊音調と分析されることとなり、キクユ語のようにダウンステップの実体と特別な音調との間に共時的な交替が一切見られない場合でもあてはまると主張している。
カメルーンの西部州や北西州で話されている50を超える言語からなる草原バントゥー諸語（英: Grassfields Bantu）においては形態素の一種としての浮遊音調が動詞や文法標識において見られ、特に動詞の接辞をはじめとする諸々の文法標識は多くの場合浮遊音調1つのみによって表されている。草原バントゥー諸語に属するイェンバ語（Yemba; 別名: Dschang Bamileke）には以下のような独立の形態素としての浮遊音調の例が見られる（Tadadjeu 1974）。
- 例1: /lə̀tɔ́ŋ ́ mə̀sə́ŋ/ → [lə̀tɔ́ŋ mə́ˈsə́ŋ][注 6]〈鳥たちの羽〉
- 例2: /m̀ˈbhù̵  ̀ mə̀sə́ŋ/ → [ˈˈḿbhù̵ mə̀sə́ŋ][注 7]〈鳥たちの犬〉